# 489P/Denning
489P/Denning est une comète de la famille de Jupiter découverte par William Frederick Denning le 26 mars 1894.
Cette comète n'est pas observée lors de ses treize retours suivants (1901, 1908, 1916, 1923, 1931, 1939, 1947, 1955, 1964, 1972, 1980, 1988 et 1997) et est alors considérée comme perdue. Par conséquent, elle est désignée D/1894 F1 (Denning) lors de la mise en place de la désignation provisoire moderne des comètes en 1995.
La comète est finalement retrouvée en 2007 en tant que l'astéroïde 2007 HE4, sans être identifiée. Les deux corps sont finalement identifiés comme un seul et même objet par Maik Meyer en juillet 2024. L'objet est alors désigné P/1894 F1 (Denning) et P/2007 HE4,. Elle reçoit finalement sa désignation permanente, 489P, dans la Minor Planet Circular no 175764 du 13 septembre 2024.
La comète n'est pas observée en 2016, mais l'identification faite en 2024 pourrait permettre de la retrouver en 2025.
Les périhélies suivants sont prévus en 2035, 2044 puis 2053.